# Малюков
Малюков С. А. — майстер бандур.
Учень майстра Снегірьова. Робив бандури харківського зразка в майстерні Палацу піонерів в Харкові в 30-их роках. Бандури зберігаються в Державному музею Театрального, музичного та кіно-мистецтва України.

## Бандури
Бандура С. Малюкова знаходиться в музеї Театрального мистецтва в Печерській Лаврі.
161. Бандура. 1920-30-і рр. Майстер Малюков. 9 басів, 23 приструнки. Гриф оздоблено театральним діамантом. Довж. 100. № 1505.